# 南京西路站
南京西路站是一个位于中华人民共和国上海市静安区南京西路街道，是上海地铁2号线、12号线与13号线的地铁换乘站，其中2号线站台位于泰兴路与石门一路之间的吴江路地下，12号线站台位于茂名北路与威海路交叉口北侧地下，13号线站台位于石门一路与威海路交叉口北侧地下。本站原名石门一路站，為突出本站位於上海著名街道－南京西路，於2006年10月经上海市地名办批准，改为现時名称。2015年12月19日12号线、13号线开通。

## 车站构造

### 车站楼层
| 地面层   | 出入口             | 1-6、8、10-14出入口                    |  |  |
| 地下一层 | 2号线站厅          | 票务服务、自动售票机、人工服务台       |  |  |
|          | 13号线商业         | 7出入口、兴业太古汇地铁商场            |  |  |
| 地下二层 | 12号线站厅         | 票务服务、自动售票机、人工服务台       |  |  |
|          | 13号线站厅         | 票务服务、自动售票机、人工服务台       |  |  |
|          |                    | █ 2号线 往国家会展中心（静安寺）       |  |  |
|          | 岛式站台，左侧开门 |                                        |  |  |
|          |                    | █ 2号线 往浦东1号2号航站楼（人民广场） |  |  |
| 地下三层 | 12号线设备层       | 12号线车站设备                         |  |  |
|          | 侧式站台，右侧开门 |                                        |  |  |
|          | ⑤站台              | █ 13号线 往金运路（自然博物馆）        |  |  |
|          |                    | █ 13号线 存车线                        |  |  |
|          | ⑥站台              | █ 13号线 往张江路（淮海中路）          |  |  |
|          | 侧式站台，右侧开门 |                                        |  |  |
| 地下四层 | ③站台              | █ 12号线 往七莘路（陕西南路）          |  |  |
|          | 岛式站台，左侧开门 |                                        |  |  |
|          | ④站台              | █ 12号线 往金海路（汉中路）            |  |  |

### 站体
2号线呈东西向，沿吴江路布置；12、13号线站体呈南北向，12号线在茂名北路，13号线在石门一路一侧。三个站体共同组成了一个“Π”字形。

### 换乘
2、12、13号线站厅间，规划有⊥字形地下换乘通道相连，通道周边规划有地下停车场等设施。受制于上方张园地块都市更新进展，换乘通道未随12、13号线工程同步实施。目前南京西路站采用虚拟换乘，持公交卡的乘客在本站进行出站换乘，在出站后30分钟内进入邻线闸机，系统将认为连续乘车，里程连续计算。乘客如需站内换乘12号线与13号线之间的乘客，可在汉中路站进行站内换乘。
2020年11月27日，上海市政府批复同意了张园地块的单元规划调整。2025年1月10日，上海市规划和自然资源局出具换乘通道工程张园部分用地预审选址意见。
2022年9月14日，换乘通道可行性研究招标，由同济大学建筑设计研究院中标。拟结合张园城市更新项目新建地下三线换乘通道。项目地下一层为张园地下开发，地下二层为2、12号线换乘通道，地下三层为13号线换乘通道，通道内通过楼扶梯、找坡解决高差。底板埋深为8–18m，总建筑面积11206㎡。
2024年11月，张园东区地下空间启动建设，对25座历史建筑“原位顶升、平移后复原位”，地下一、二层为商业和公共服务，地下三层是停车库和地铁换乘通道。
2025年3月21日，南京西路站三线换乘通道工程勘察設計招標，總服務周期1440天。換乘通道總建築面積10356㎡，其中2773㎡是華潤代建段或13號綫已建部分，本次需新建7583㎡。通道東西中綫長403m，南北中綫長74m，净寬8–12m，總投資73412万元。7月21日，施工招標，工期4年。

## 车站出口
南京西路站共设有14个出入口，因目前经过本站的3条线路均需出站换乘，各出入口均仅能进入单线车站，其中1-4出入口通往2号线，5-11出入口通往13号线，12-14出入口通往12号线，各出入口如下所示：
| 出口编号             | 出口指示                   | 照片           |
| 连通 2号线站厅       | 连通 2号线站厅             | 连通 2号线站厅 |
| -------------------- | -------------------------- | -------------- |
| 1 · 出口             | 茂名北路，泰兴路，南京西路 |                |
| 2 · 出口             | 南京西路，石门一路         |                |
| 3 · 出口             | 石门一路，吴江路           |                |
| 4 · 出口 · （设有）  | 吴江路，茂名北路           |                |
| 连通 13号线站厅      |                            |                |
| 5 · 出口             | 吴江路，石门一路           |                |
| 6 · 出口             | 石门一路                   |                |
| 7 · 出口             | 石门一路                   |                |
| 8 · 出口 · （设有）  | 石门一路，威海路           |                |
| 9 · 出口             | 石门一路（暂未开通）       |                |
| 10 · 出口            | 石门一路                   |                |
| 11 · 出口            | 吴江路，石门一路           |                |
| 连通 12号线站厅      |                            |                |
| 12 · 出口            | 茂名北路，威海路           |                |
| 13 · 出口 · （设有） | 茂名北路                   |                |
| 14 · 出口            | 茂名北路，吴江路           |                |
| 图例： 设有          |                            |                |

## 接驳交通

### 公交换乘
20、23、24、37、41、104、112、128、921、955

## 周边
- 南京西路
- 吳江路休閒一條街 (食街)

## 事件
2020年12月10日上午10时，南京西路站外部出现大量浓烟，车站附近已被警戒带围起，外侧亦不断播放火灾警报。据上海地铁微博发布的运营信息，12号线南京西路站因外部影响，列车越站通过不停靠。随后上海消防发布消息称，12月10日9时44分，上海市静安区茂名北路259号一建筑通风管弄井发生火灾，市应急联动中心接警后调派消防救援力量赶赴现场处置，现场主要烧内部存放的建筑垃圾，过火面积约2平方米，火灾于10时23分被扑灭，无人员伤亡。经调查，火灾原因初步认定为现场施工过程中，电焊产生的焊渣通过一层的通风口掉落至地下一层的排风管弄井，引燃排风管弄井内的可燃物，导致火灾发生。由于起火的排风管弄井通风口紧邻轨道交通12号线南京西路站的新风口，火灾产生的烟雾被吸入地铁站，导致许多网友误认为地铁站发生火灾。地铁方面迅速采取12号线不停靠南京西路站的管控措施，火灾扑灭后迅速恢复正常运营。